# Jessica Capshaw
Jessica Brooke Capshaw (ur. 9 sierpnia 1976 w Columbii) – amerykańska aktorka filmowa i telewizyjna.
W latach 2008–2018 wcielała się w postać dr Arizony Robbins w serialu ABC Grey’s Anatomy: Chirurdzy.

## Życiorys
Córka aktorki Kate Capshaw oraz Boba Capshaw, jest również pasierbicą Stevena Spielberga. Urodziła się w Columbii w stanie Missouri, następnie wraz z rodzicami przeniosła się do Nowego Jorku. Gdy miała 3 lata, jej rodzice się rozwiedli i została sama z matką. W 1991 jej matka wyszła za mąż za Spielberga. W 1998 ukończyła anglistykę na Brown University. Później zaczęła uczęszczać do szkoły Royal Academy of Dramatic Art (RADA) w Londynie.

### Życie osobiste
22 maja 2004 poślubiła Christophera Gavigana. W 2007 urodziła syna Luke'a Hudsona, w 2010 córkę Eve Augustę, w 2012 córkę Poppy James, a w 2016 córkę Josephine Kate.

## Filmografia

### Filmy fabularne
- 1997: Upalne lato (The Locusts) jako Patsy
- 1998: Numerek na boku (Denial) jako Marcia
- 1998: List miłosny (The Love Letter) jako Kelly
- 2000: Big Time jako Claire
- 2000: Killing Cinderella jako Beth
- 2001:  Walentynki (Valentine) jako Dorothy Wheeler
- 2002: Hipnotyzer (The Mesmerist) jako Daisy
- 2002: Raport mniejszości (Minority Report) jako Evanna
- 2003: Szkoła stewardes (View from the Top) jako Royalty International Flight Attendant
- 2006: Tydzień kawalerski (The Groomsmen) jako Jen
- 2007: Ślepe zaufanie (Blind Trust) jako Cassie Stewart
- 2010: Gniewna ławniczka jako Sarah Walsh

### Seriale telewizyjne
- 1999: Ostry dyżur (ER) jako Sally McKenna
- 1999–2000: Odd Man Out  jako Jordan
- 2002–2004: Kancelaria adwokacka (The Practice) jako Jamie Stringer
- 2005: Na zachód (Into the West) jako Rachel
- 2006: Kości (Bones) jako Rebecca Stinson
- 2006: Grubsza sprawa ( Thick and Thin) jako Mary
- 2007: Słowo na L (The word L) jako Nadia
- 2008–2018: Grey's Anatomy: Chirurdzy jako dr Arizona Robbins